# Hạt trương nở

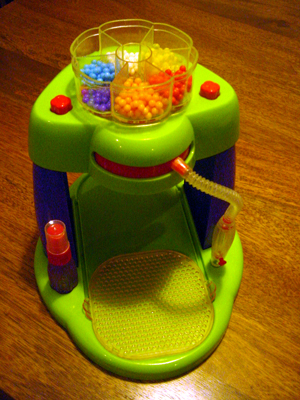
Bộ thiết kế hạt trương nở. Một trong nhiều loại đồ chơi dùng hạt trương nở

Hạt trương nở (tiếng Anh: Bindeez hay Aqua Dot là loại đồ chơi trẻ em đã được trao danh hiệu "Đồ chơi của năm" của Úc năm 2007. Tạp chí Toy Wishes đã gọi nó là một trong 12 sản phẩm đồ chơi hay nhất của năm 2007. Loại đồ chơi này được sản xuất ở Trung Quốc cho công ty Úc Moose Enterprise P/L, và được phân phối ở Bắc Mỹ bởi công ty Spin Master Ltd. Hạt trương nở được bán rộng rãi tại 40 quốc gia, 12 triệu gói, chứa hơn 8 tỷ hạt đã được bán trên toàn thế giới.
Tại Việt Nam, loại hạt tương tự được bán rộng rãi và bán rất chạy với giá 2000VND một túi nhỏ. Hầu hết những túi hạt nở bày bán này đều không có nhãn mác mà chỉ có một vài dòng chữ Trung Quốc nhòe nhoẹt.
Hạt trương nở đã là đối tượng của một cuộc thu hồi sản phẩm đa quốc gia sau khi người ta phát hiện ra rằng nhà máy Wangqi Product ở Thâm Quyến, Trung Quốc đã dùng một hóa chất rẻ tiền có độc tính thay cho chất được quy định, gây ra hậu quả là một số trẻ em nuốt phải loại hạt này đã bị ngộ độc và phải nằm viện. Tại Việt Nam, học sinh ở Thanh Hóa đã bị ngộ độc hàng loạt do loại hạt này 
.

## Miêu tả
Các hạt trương nở có đường kính khoảng 5 mm và có nhiều màu sắc sặc sỡ. Kèm theo là các bộ dụng cụ như quạt làm khô, bút, mẫu họa tiết, và các bình xịt nước.

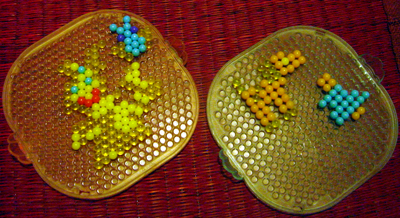
Một số họa tiết bằng hạt trương nở

Bộ đồ chơi hạt trương nở có một dụng cụ cho phép trẻ em dùng hạt trương nở nhiều màu để tạo nhiều họa tiết đa chiều. Hạt được xếp lên một khay nhựa. Khi phun nước lên các hạt, chúng sẽ nở ra và dính vào nhau. Sau đó các hạt đã ngấm nước được để khô và toàn bộ hình trang trí sẽ cứng lại và có thể gỡ ra khỏi khay..
Ở Việt Nam, hạt trương nở có nhiều loại, nhưng phổ biến nhất là hạt trương nở khô nhỏ li ti như hạt cườm, hạt trương nở hình thú vật, hạt trương nở ướt tròn như hòn bi ve kích cỡ bằng ngón tay. Khi ngâm vào nước khoảng vài tiếng, hạt sẽ nở ra, lớn hơn rất nhiều so với kích cỡ ban đầu. Trẻ em chơi theo cách đơn giản là ngâm hạt vào nước và đợi hạt nở.

## Thu hồi
Đầu tiên, hạt trương nở đã bị thu hồi tại thị trường Úc, và sau đó là từ thị trường Bắc Mỹ cũng như các thị trường châu Âu vào đầu tháng 11 năm. Hạt trương nở đã bị thu hồi tại Úc sau khi một bé trai 2 tuổi và một bé gái 10 tuổi bị ốm nặng sau khi nuốt một số lượng lớn hạt trương nở. Hai trẻ em ở Bắc Mỹ đã bị bất tỉnh sau tình huống nuốt hạt tương tự. Mỹ đã thu hồi khoảng 4,2 triệu bộ đồ chơi này.
Hạt trương nở đáng ra cần chứa loại hóa chất không độc 1,5-pentanediol (một chất lỏng dạng dầu dẻo được dùng làm chất làm dẻo (plasticiser)), nhưng lại chứa 1,4-butanediol, chất được chuyển hóa vào loại chất kích thích gamma-Hydroxybutyric acid (GHB, một chất gây mê được dùng làm chất kích thích để giải trí). Vào thời điểm vụ thay thế này được phát hiện, loại hóa chất không độc có giá thành cao hơn từ 3 đến 7 lần hóa chất đã được sử dụng. Những trẻ em bị ảnh hưởng đã có các triệu chứng co giật - hiệu ứng phụ đôi khi gặp của việc dùng GHB quá liều.
Một sản phẩm tương tự của Nhật Bản, Aquabead, được phát triển ở Nhật Bản bởi công ty Epoch Co. Ltd, và được sản xuất bởi một nhà sản xuất khác của Trung Quốc không bị nhiễm độc và không bị thu hồi.
- Các vụ thu hồi hàng xuất khẩu Trung Quốc, 2007
- An toàn đồ chơi

1. 1 2  “12 Best toys of 2007: Aqua Dots Super Studio”. CNN Money. tháng 9 năm 2007. Truy cập ngày 9 tháng 11 năm 2007.
2. ↑  “Australian Toy and Hobby Fair website”. Bản gốc lưu trữ ngày 8 tháng 11 năm 2007. Truy cập ngày 19 tháng 12 năm 2007.
3. 1 2  “Global scare after ecstasy-like chemical found in toy”. The Guardian. November 8 2007. Truy cập ngày 10 tháng 11 năm 2007. Kiểm tra giá trị ngày tháng trong: |date= (trợ giúp)
4. ↑  “Hiểm họa từ hạt nhựa nở trong nước”. Báo Dân Trí. 18 tháng 11 năm 2007. Bản gốc lưu trữ ngày 8 tháng 12 năm 2007. Truy cập ngày 18 tháng 11 năm 2007. Kiểm tra giá trị ngày tháng trong: |date= (trợ giúp)
5. ↑  11 tháng 11 năm 2007/41099.html China reveals producer name of toxic bead toy[liên kết hỏng] China News Agency, 11 tháng 11 năm 2007.
6. ↑  “Chơi túi hạt ngâm nước, 22 học sinh nhập viện”. Báo Người Lao động. 18 tháng 12 năm 2007. Bản gốc lưu trữ ngày 26 tháng 12 năm 2007. Truy cập ngày 18 tháng 12 năm 2007. Kiểm tra giá trị ngày tháng trong: |date= (trợ giúp)
7. ↑  Bindeez instruction manual, Moose Toys 2006
8. ↑  “Moose press release” (PDF). Moose Enterprise P/L. 6 November 2007. Bản gốc (PDF) lưu trữ ngày 6 tháng 1 năm 2009. Truy cập ngày 9 tháng 11 năm 2007. Kiểm tra giá trị ngày tháng trong: |date= (trợ giúp)
9. ↑  “Spin Master Ltd. Takes Precautionary Measures in Wake of Australian Recall”. Spin Master Ltd. November 7 2007. Bản gốc lưu trữ ngày 9 tháng 11 năm 2007. Truy cập ngày 9 tháng 11 năm 2007. Kiểm tra giá trị ngày tháng trong: |date= (trợ giúp)
10. ↑  “U.S. CPSC recall notice”. Consumer Product Safety Commission. Bản gốc lưu trữ ngày 9 tháng 11 năm 2007. Truy cập ngày 9 tháng 11 năm 2007.
11. ↑  “Bindeez toy beads made in China withdrawn in Germany”. Monsters and Critics.com. ngày 12 tháng 11 năm 2007. Bản gốc lưu trữ ngày 21 tháng 3 năm 2012. Truy cập ngày 13 tháng 11 năm 2007. Kiểm tra giá trị ngày tháng trong: |date= (trợ giúp)
12. ↑  “Spain joins Chinese toy recall”. Reuters. ngày 8 tháng 11 năm 2007. Truy cập ngày 13 tháng 11 năm 2007. Kiểm tra giá trị ngày tháng trong: |date= (trợ giúp)
13. ↑  “Bindeez banned over GHB fears”. ABC News (Australia). November 6 2007. Truy cập ngày 9 tháng 11 năm 2007. Kiểm tra giá trị ngày tháng trong: |date= (trợ giúp)
14. ↑  Australian Associated Press (November 8 2007). “Drug toy scare hits US”. Sydney Morning Herald. Truy cập ngày 9 tháng 11 năm 2007. Kiểm tra giá trị ngày tháng trong: |date= (trợ giúp)
15. ↑  “Report: China halts export of bead toys tainted with toxic drug”. CNN.com. November 9 2007. Truy cập ngày 10 tháng 11 năm 2007. Kiểm tra giá trị ngày tháng trong: |date= (trợ giúp)
16. ↑  “Family horrified when toy sedates child”. Associated Press. ngày 8 tháng 11 năm 2007. Truy cập ngày 8 tháng 11 năm 2007.
17. ↑  “Mom: Chemical-Laced Toy Made Son 'Drunk'”. Associated Press. ngày 8 tháng 11 năm 2007. Bản gốc lưu trữ ngày 10 tháng 11 năm 2007. Truy cập ngày 8 tháng 11 năm 2007.
18. ↑  Flair Plc (November 9 2007). “UK toxicological test proves safety of Flair's Aquabeads”. Bản gốc lưu trữ ngày 11 tháng 11 năm 2007. Truy cập ngày 10 tháng 11 năm 2007. Kiểm tra giá trị ngày tháng trong: |date= (trợ giúp)